# East Farleigh
East Farleigh est une paroisse civile et un village du Kent, en Angleterre.